# 안양아트센터
안양아트센터(安養아트센터)는 경기도 안양시 만안구 안양8동에 있는 문화예술 시설이다.

## 시설

### 관악홀
객석 수 1,126석(장애인석 13석) 중 1층 791석, 2층 322석 규모의 프로세니움 형식 공연장이다. 무대 면적 828㎡, 무대 높이 30m, 분장실 6개로 큰 규모의 콘서트, 오케스트라, 뮤지컬 등의 공연을 할 수 있다.

### 수리홀
객석 수 382석(장애인석 4석)의 비교적 작은 규모의 프로세니움 형식 공연장이다. 무대면적 240㎡, 무대높이 5.6m, 분장실 2개로 연극, 실내악, 독주회 등 다양한 공연을 할 수 있다.

### 갤러리미담
349㎡규모의 전시실로 회화, 서예, 조각, 설치예술 등 모든 분야의 전시가 가능하며, 레일식 무빙파티션으로 설계되어 자유로운 공간 활용 가능하다.

### 컨벤션홀
심포지엄, 세미나, 기념식, 교육 등 다양한 목적으로 이용이 가능하다.

### 연습실
- 연습실1 - 15명을 수용할 수 있으며, 무용, 요가 등 연습이 가능하다.

- 연습실2 - 30명을 수용할 수 있으며, 보면대와 의자, 피아노 등이 준비되어 있어 음악(오케스트라, 실내악 등) 연습이 가능하다.

- 연습실3 - 20명을 수용할 수 있으며, 덧마루(3단), 보면대, 피아노 등이 준비되어 있어 합창 연습이 가능하다.

### 야외공연장
객석 수 300석의 야외 공연장으로, 수리홀과 비슷하게 연극, 실내악, 독주회 등 다양한 공연을 할 수 있다.

## 같이 보기
- 평촌아트홀